# Menhir de Nidevelle
Le menhir de Nidevelle, appelé aussi Pierre Longue de Sale Village ou Pierre qui Pousse, est un menhir situé à Saint-Georges-des-Sept-Voies, dans le département français de Maine-et-Loire.

## Description
Il est constitué d'un prisme rectangulaire en grès de 5,50 m de hauteur, légèrement effilé au sommet. Son grand axe est orienté au nord.

## Folklore
Son nom de Pierre qui Pousse pourrait évoquer des pratiques de friction sexuelle qui s'y déroulaient. Selon la tradition, Gargantua, qui fauchait du blé, s'arrêta pour vider ses bottes du sable qui s'y était accumulé, et créa ainsi les deux coteaux qui s'étendent de part et d'autre du hameau de Sale Village. A cette occasion, sa pierre à aiguiser tomba et se planta dans le sol.